# Teatro Carani
Il Teatro Carani è un teatro situato a Sassuolo, in provincia di Modena.
Inaugurato il 25 dicembre 1930, fu costruito su disegno dell'ingegnere modenese Zeno Carani, grazie ai finanziamenti dei cugini sassolesi Eugenio e Mario. 
Utilizzato per concerti, spettacoli teatrali e rappresentazioni cinematografiche, è rimasto inagibile dall'ottobre 2014 al 2 marzo 2024 a causa del crollo di un controsoffitto.

## Storia

### Tradizione teatrale sassolese precedente
(Da un foglio esposto nel foyer del Teatro Carani, 1930)
La tradizione teatrale di Sassuolo è attestata in documenti della fine del XVII secolo, quando nella piazza dell'Orologio (oggi piazza Giuseppe Garibaldi) esisteva un teatrino settecentesco, demolito nel 1905.
Il 12 ottobre 1912 venne inaugurato il Politeama sociale, che per un ventennio svolse un'importante funzione sociale e ricreativa nonostante le minute dimensioni, per poi venire trasformato in una Casa del Fascio nel 1935.

### Dall'inaugurazione fino all'inagibilità (1930 - 2014)
(Volantino inaugurale del Teatro Carani, 1930)
Circa diciotto anni dopo l'inaugurazione del Politeama, si pensò di costruire un nuovo teatro più capiente su una vasta area in prossimità del centro storico, che avrebbe consentito lo sviluppo longitudinale della facciata su viale XX settembre. Su progetto dell'ingegnere edile Zeno Carani e su committenza dei cugini Eugenio e Mario Carani si diede dunque il via al progetto nel febbraio 1930. Il 25 dicembre di quello stesso anno il teatro fu aperto al pubblico con la proiezione del film statunitense Il tenente di Napoleone, mentre l'inaugurazione vera e propria avvenne qualche tempo dopo con la messa in scena della Madama Butterfly di Giacomo Puccini.
L'attività del teatro è stata sempre piuttosto intensa, alternando le proiezioni cinematografiche a spettacoli lirici, di prosa, balletti, concerti, operette, varietà e teatro dialettale. Dati i costi elevati delle produzioni, dal 1981 non vennero più messe in scena opere liriche, che in passato avevano avuto ampio spazio: l'ultima rappresentazione di questo genere fu La bohème di Giacomo Puccini. In alternativa si tenne una volta all'anno il Concertone, in cui erano chiamati ad esibirsi giovani promesse della lirica ed un ospite scelto tra gli interpreti più prestigiosi, cui veniva conferito un riconoscimento.
Nel foyer sono state allestite regolarmente, dagli anni 1930 fino al 2007, oltre quattrocento mostre d'arte, prevalentemente di opere pittoriche, anche se non sono mancate esposizioni scultoree. Le opere appartengono nella maggior parte dei casi ad artisti locali, quali ad esempio Gino Fontanan ed Emilio Toschi, e sono di gusto prevalentemente figurativo. Degna di nota è anche la serie di ritratti di musicisti e direttori d'orchestra di Virgilio Carbonari.

### Inagibilità (2014 - 2024)
(Segnalazione del Dipartimento dei Vigili del Fuoco – Comando Provinciale di Modena, prot.17561 del 25/10/2014)
Il 25 ottobre 2014 l'allora sindaco di Sassuolo Claudio Pistoni firma un'ordinanza che sancisce l'inagibilità del Teatro Carani, a causa del crollo di un controsoffitto verificatosi la sera prima durante uno spettacolo.
Il 27 gennaio 2020 nasce la Fondazione Teatro Carani, al fine di acquisire la proprietà del teatro e di donarlo al comune di Sassuolo, prendendosi carico della realizzazione dei restauri necessari.
Nel novembre del 2021 la soprintendenza di Bologna e il comune di Sassuolo autorizzano l'inizio dei lavori di restauro. Il 6 dicembre dello stesso anno il Ministero della Cultura autorizza la donazione modale del Carani al comune di Sassuolo da parte della fondazione, che si assume l'impegno di curare il restauro e la gestione del teatro per i nove anni successivi come da statuto. Il 28 dicembre viene formalmente completato l'iter per l'inizio dei restauri.
Il 4 marzo 2022 la Fondazione Teatro Carani presenta formalmente all’amministrazione comunale di Sassuolo il progetto esecutivo del restauro del Teatro Carani, con l'avvio dei lavori previsto per le settimane successive e con conclusione prevista per la fine del 2023. Il 23 dicembre dello stesso anno, in vista della prossima riapertura, viene annunciato l'inizio delle riprese della docuserie "Ieri, oggi, Carani", con l'intento di far rivivere la storia del teatro. La docuserie è narrata da Gloria Aura Bortolini e vede la partecipazione di personalità di rilievo della storia del Carani, tra le quali Nek, Alberto Bertoli - figlio del fu Pierangelo Bertoli - Leone Magiera, Rajna Kabaivanska, Adua Veroni - prima moglie del fu Luciano Pavarotti - e Caterina Caselli. La première si è tenuta il 4 luglio dello stesso anno.
Il 10 novembre 2023 viene annunciata ufficialmente la riapertura, prevista per inizio marzo 2024.

### Riapertura (2024)
La mattina del 2 marzo 2024 si tiene la cerimonia di riapertura del Teatro Carani, cui assistono numerose personalità locali e politici regionali quali il presidente della Regione Stefano Bonaccini e l’assessore regionale alla Cultura Mauro Felicori. L'inaugurazione vera e propria della stagione teatrale si tiene la sera stessa con un concerto di Nek.

## Architettura
Nonostante alcuni restauri straordinari avvenuti tra il 1970 e il 1974, Il Carani ha conservato interamente il suo aspetto originale, caratterizzato da elementi strutturali di gusto tardo liberty riscontrabili nella facciata, negli arredi del foyer e nelle ampie porte d'ingresso dai vetri molati. La vasta sala ha un aspetto semplice e lineare, privo di particolari elementi decorativi, con una pianta a ferro di cavallo e due ordini di gallerie piuttosto ampie. Al centro del soffitto sono posti una cupola apribile ed un lampadario installato nel 1974, di manifattura muranese.
La struttura ha tre diversi accessi: uno su via Giuseppe Mazzini, uno su piazza Giuseppe Garibaldi attraverso la galleria Carani e l'ultimo su viale XX Settembre. Originariamente dotato di 1600 posti a sedere complessivi, con la conclusione dei restauri del 2022-2023 la capienza totale è stata ottimizzata a 628 posti, suddivisi tra platea (360) e palchi laterali (6), prima galleria (216) e seconda galleria (46).